# Střechatka
Střechatka (Sialis) je rod hmyzu z řádu střechatek. Patří do něj asi 30 druhů. Je rozšířený v palearktické oblasti a Severní Americe. V Česku se vyskytují 4 druhy tohoto rodu.